# Segunda División de baloncesto en silla de ruedas 2020-21
La Segunda División de baloncesto en silla de ruedas de España 2020-21 es la temporada de la tercera competición más importante del baloncesto en silla de ruedas español. Consta de tres grupos (dos de 5 y uno de 4 equipos) que juegan una liga regular, en la que se enfrentan todos contra todos.

## Formato
Para la temporada 2020-21, la CNBSR, por delegación de la Junta Directiva de la FEDDF, será la responsable de la organización de esta competición, que estará formada por dos grupo de 7 y 8 equipos, que disputarán una liga a doble vuelta de todos contra todos.

### Play Off
Finalizada la liga a doble vuelta, se disputarán fases de Play Off, las disputarán los 2 equipos mejor clasificados de cada grupo más los dos mejores terceros, siendo el ganador el mejor a 3 partidos. El primer partido se disputaría en el pabellón del equipo peor clasificado en la liga regular, siendo el segundo y un hipotético tercer partido en el pabellón del equipo mejor clasificado en la fase regular.
Los ganadores se enfrentarán en la Final Four para definir el campeón de Segunda División. Al finalizar la temporada 2020/2021, ascenderá a Primera División el equipo campeón. Igualmente, participará en la Promoción de Ascenso el equipo segundo clasificado, de acuerdo con lo siguiente: Partido único, en pista del equipo segundo clasificado de la Final Four de Segunda División, contra el equipo clasificado en lugar 9.º de Primera División. Los requisitos técnicos y reglamentarios de este partido serán los establecidos para Primera División.

## Equipos participantes
Los equipos participantes en la temporada 2019-20 son:
| Grupo A                  | Grupo A           |                              | Grupo B                 | Grupo B                        |           | Grupo C | Grupo C |
| Equipo                   | Ciudad            |                              | Equipo                  | Ciudad                         |           | Equipo  | Ciudad  |
| Club Deportivo Binisalem | Binisalem         | CE BCR CEM L'Hospitalet      | Hospitalet de Llobregat | BSR Elche                      | Elche     |         |         |
| CB Villa de Leganés      | Leganés           | CE Costa Daurada             | Reus                    | CD Churriana - Granada Integra | Churriana |         |         |
| CD Discaesports          | Palma de Mallorca | Cocemfe Castelló BSR         | Castellón de la Plana   | CDA Bahía de Cádiz             | Cádiz     |         |         |
| GARMAT Aviles            | Avilés            | Miarco BSR Petraher          | Valencia                | Cludemi Fundación UD Almería   | Almería   |         |         |
| Servigest Burgos B       | Burgos            | Válida sin barreras-CB Mifas | Gerona                  |                                |           |         |         |

## Liga regular

### Grupo A
|                                                                                            | Equipo                | J | G | P | PF | PC | DP | Puntos |
| ------------------------------------------------------------------------------------------ | --------------------- | - | - | - | -- | -- | -- | ------ |
| 1                                                                                          | CB Binisalem          | 0 | 0 | 0 | 0  | 0  | 0  | 0      |
| -                                                                                          | CB Villa de Leganés B | 0 | 0 | 0 | 0  | 0  | 0  | 0      |
| -                                                                                          | CD Discaesports       | 0 | 0 | 0 | 0  | 0  | 0  | 0      |
| -                                                                                          | GARMAT Avilés         | 0 | 0 | 0 | 0  | 0  | 0  | 0      |
| -                                                                                          | Servigest Burgos B    | 0 | 0 | 0 | 0  | 0  | 0  | 0      |
| Fuente: Liga BSR: Clasificación de la Segunda División - Grupo A; actualización automática |                       |   |   |   |    |    |    |        |

### Grupo B
|                                                                                            | Equipo                       | J | G | P | PF | PC | DP | Puntos |
| ------------------------------------------------------------------------------------------ | ---------------------------- | - | - | - | -- | -- | -- | ------ |
| 1                                                                                          | CE BCR CEM L'Hospitalet      | 0 | 0 | 0 | 0  | 0  | 0  | 0      |
| -                                                                                          | CE Costa Daurada             | 0 | 0 | 0 | 0  | 0  | 0  | 0      |
| -                                                                                          | Cocemfe Castelló BSR         | 0 | 0 | 0 | 0  | 0  | 0  | 0      |
| -                                                                                          | Miarco BSR Petraher          | 0 | 0 | 0 | 0  | 0  | 0  | 0      |
| -                                                                                          | Válida sin barreras-CB Mifas | 0 | 0 | 0 | 0  | 0  | 0  | 0      |
| Fuente: Liga BSR: Clasificación de la Segunda División - Grupo B; actualización automática |                              |   |   |   |    |    |    |        |

### Grupo C
|                                                                                            | Equipo                         | J | G | P | PF | PC | DP | Puntos |
| ------------------------------------------------------------------------------------------ | ------------------------------ | - | - | - | -- | -- | -- | ------ |
| 1                                                                                          | BSR Elche                      | 0 | 0 | 0 | 0  | 0  | 0  | 0      |
| -                                                                                          | CD Churriana - Granada Integra | 0 | 0 | 0 | 0  | 0  | 0  | 0      |
| -                                                                                          | CDA Bahía de Cádiz             | 0 | 0 | 0 | 0  | 0  | 0  | 0      |
| -                                                                                          | Cludemi Fundación UD Almería   | 0 | 0 | 0 | 0  | 0  | 0  | 0      |
| Fuente: Liga BSR: Clasificación de la Segunda División - Grupo C; actualización automática |                                |   |   |   |    |    |    |        |